# مبارك وزمانه من المنصة إلى الميدان
مبارك وزمانه من المنصة إلى الميدان  كتاب للصحفي محمد حسنين هيكل صدر عام 2012 عن دار الشروق في 310 صفحة. يحاول هيكل في هذا الكتاب استعراض الجانب الخفي الذي لم يكن يظهر للناس عن حياة مُبارك، ويتناول العديد من المنعطفات في علاقته بمبارك وأيضا التحولات العديدة التي شهدها الشرق الأوسط والمنطقة العربية والتي انعكست على مدى قوة ونفوذ مبارك.
حاول هيكل توثيق ما أورده في الكتاب من أخبار وحكايا - كعادته في جميع كتبه - إلا أنه قد فشل في ذلك في هذا الكتاب، فقد كان يحاول توثيق ما لا يُوثق، وكان يوثق بالحكايا والقصص وهذا ليس من أساليب التوثيق المعروفة وليس هذا ما تعوده القارئ من هيكل.
اعتبر الأديب يوسف القعيد أن أفضل كتاب صدر في العام 2012  هو كتاب محمد حسنين هيكل «مبارك وزمانه.. من المنصة إلى الميدان».

## محتوى الكتاب
ملاحظة - مدخل - الفصل الأول: أكثر مما يبدو على السطح - الفصل الثاني: سؤال واحد وأجوبة كثيرة - الفصل الثالث: لقاء ست ساعات - الفصل الرابع: للحديث بقية - الفصل الخامس: في باريس حكايات أخرى - الفصل السادس: لا مؤاخذة - الفصل السابع: هواجس جديدة وقديمة - الفصل الثامن: الإشارات متضاربة - الفصل التاسع: منحنى على النهر - الفصل العاشر: دور أو وظيفة - الفصل الحادي عشر: الأمن والتأمين - الفصل الثاني عشر: السلطة والثروة - الفصل الثالث عشر: على مستوى القمة - الفصل الرابع عشر: حسين سالم - الفصل الخامس عشر: على طريقة جيمس بوند - الفصل السادس عشر: مسألة أشرف مروان - الفصل السابع عشر: ماذا نعرف عنه - الفصل الثامن عشر: الاتصال الأخير - الفصل التاسع عشر: عقدة التوريث.   

## مقتطفات من الكتاب
ملاحظة
لم ألزم نفسى طوال هذه الصفحات بأوصاف للرئيس حسنى مبارك من نوع ما يرد على الألسنة والأقلام منذ أزيح عن قمة السلطة، وإنما استعملت الإشارات العادية طالما أن الرجل لم يُحاكَم، ولم يُحْكَم عليه. ومع أن مبارك وصل إلى قاعة محكمة ــ ممددا على سرير طبى دخل به إلى زنزانة حديدية ــ فإن التهم التي وُجهَت إليه لم تكن هي التهم التي يلزم توجيهها، بل لعلها الأخيرة فيما يمكن أن يوجَّه إلى رئيس دولة ثار شعبه عليه، وأسقط حكمه وازاحه. والمنطق في محاكمة أي رئيس دولة أن تكون محاكمته على التصرفات التي أخل فيها بالتزامه الوطنى والسياسى والأخلاقى، وأساء بها إلى شعبه، فتلك هي التهم التي أدت للثورة عليه. أي أن محاكمة رئيس الدولة ــ أي رئيس وأى دولة ــ يجب أن تكون سياسية تثبت عليه ــ أو تنفى عنه ــ مسئولية الإخلال بعهده ووعده وشرعيته، مما استوجب الثورة عليه، أما بدون ذلك فإن اختصار التهم في التصدى للمظاهرات ــ قلب للأوضاع يستعجل الخاتمة قبل المقدمة، والنتائج قبل الأسباب، ذلك أنه إذا لم يظهر خروج مبارك على العهد والوعد والشرعية، إذن فقد كان تصديه للمظاهرات ممارسة لسلطته في استعمال الوسائل الكفيلة بحفظ الأمن العام للناس، والمحافظة على النظام العام للدولة، وعليه يصبح التجاوز في إصدار الأوامر أو تنفيذها ــ رغبة في حسم سريع، ربما تغفره ضرورات أكبر منه، أو في أسوأ الأحوال تزيدا في استعمال السلطة قد تشفع له مشروعية مقاصده. وكذلك فإنه بعد المحاكمة السياسية ــ وليس قبلها ــ يتسع المجال للمحاكمة الجنائية، ومعها القيد والقفص.
مقدمة
إذا أخذنا صورة الرجل كما حاول بنفسه وصف عصره، زاعما أنه زمن الإنجاز الأعظم في التاريخ المصرى منذ «محمد على» ــ إذن فكيف يمكن تفسير الأحوال التي ترك مصر عليها، وهى أحوال تفريط وانفراط للموارد والرجال، وتجريف كامل للثقافة والفكر، حتى إنه حين أراد أن ينفى عزمه على توريث حكمه لابنه، رد بحدة على أحد سائليه وهو أمير سعودى تواصل معه من قديم، قائلا بالنص تقريبا: «يا راجل حرام عليك، ماذا أورِّث ابنى ــ أورثه خرابة»؟
ولم يسأله سامعه متى وكيف تحولت مصر إلى «خرابة» حسب وصفه. وهل تولى حكمها وهى على هذا الحال، وإذا كان ذلك فماذا فعل لإعادة تعميرها طوال ثلاثين سنة، وهذه فترة تزيد مرتين عما أخذته بلاد مثل الصين والهند والملايو لكى تنهض وتتقدم. ثم إذا كان قد حقق ما لم يستطعه غيره منذ عصر «محمد على» ــ إذن فأين ذهب هذا الإنجاز؟!! ــ وكيف تحول ــ تحت نظامه إلى «خرابة»؟!! ــ ثم لماذا كان هذا الجهد كله من أجل توريث خرابة، خصوصا أن الإلحاح عليه كان حقل الألغام الذي تفجر في وسطه نظام «الأب» حطاما وركاما، ما زال يتساقط حتى هذه اللحظة بعد قرابة سنة من بداية تصدعه وتهاويه.
وكيف؟!! ــ وكيف؟!! ــ وكيف؟
وهنا فإن التساؤل لا يعود عن الصور، وإنما ينتقل إلى البحث عن الرجل ذاته.
كيف تم اختيار (حسني مبارك) نائباً للرئيس.. ولماذا؟
بدأت متابعتى للرئيس «حسنى مبارك» ــ من بعيد بالمسافة، من قريب بالاهتمام ــ عندما ظهر على الساحة العامة لأول مرة قائدا لسلاح الطيران المصرى في الظروف الصعبة التي تعاقبت بعد أحداث يونيو سنة 1967، ولم يخطر ببالى وقتها ــ لحظة واحدة ــ أن هذا الرجل سوف يحكم مصر ثلاثين سنة، ويفكر في توريث حكمها بعده لابنه. وعندما أصبح «مبارك» رئيسا بعد اغتيال الرئيس «أنور السادات» في أكتوبر 1981، فقد رحت حتى ونحن لانزال بعد في سجن طرة (ضمن اعتقالات سبتمبر الشهيرة سنة 1981)، اذكِّر نفسى وغيرى بالمثل الفرنسي الشائع، الذي استخدمه الكاتب الفرنسى الشهير أندريه موروا عنوانا لإحدى رواياته، وهو أن «غير المتوقع يحدث دائما».
........
كان أول ما التقيت بمبارك ــ لقاء مصادفات عابرة، فقد كنت على موعد مع وزير الحربية وهو وقتها الفريق محمد أحمد صادق ــ وعندما دخلت مكتبه مارا بغرفة ياوره ــ كان بعض القادة في انتظار لقاء الوزير، وكان بينهم مبارك، وأتذكره جالسا وفى يده حقيبة أوراق لم يتركها من يده، حين قام وسلم وقدَّم نفسه، وبالطبع فإننى صافحته باحترام، قائلا له في عبارة مجاملة مما يرد على أول لقاء: "إن دوره من أهم الأدوار في المرحلة المقبلة، والبلد كله ينتظر أداءه ــ ورد هو: "إن شاء الله نكون عند حُسن ظن الجميع"، ودُعيت إلى مكتب الفريق صادق، ودخلت، وكانت مصادفة لقائى بمبارك ــ قبلها بثوانٍ ــ حاضرة في ذهنى بالضرورة مع زيادة الاهتمام بالطيران وقائده، وبدأت فسألت الفريق صادق عن مبارك وهل يقدر؟!، وكان رده: "أنه الضابط الأكثر استعدادا في سلاح الطيران الآن بعد كل ما توالى على قيادة السلاح من تقلبات"، ولا أعرف لماذا أبديت بعض التساؤلات التي خطرت لى من متابعتى لمبارك، منذ ظهر على الساحة العامة، وكان مؤدى ما قلته يتصل بسؤال من فوق السطح (كما يقولون): كيف بقى الرجل قرب القمة في السلاح خلال كل الصراعات والمتغيرات التي لحقت بقيادة سلاحه ــ وكيف استطاع أن يظل محتفظا بموقعه مع أربعة من القادة قبله، وكل واحد منهم أجرى من التغييرات والتنقلات ما أجرى؟
لا مؤاخذة
زارنى الأستاذ فؤاد سراج الدين يريدنى أن أسمع شريطا مسجلا ــ وصل إليه ــ لخطاب ألقاه وزير الداخلية ــ وقتها ــ اللواء زكي بدر أثناء مؤتمر شعبي في قليوب، وسمعت الشريط وإذا وزير الداخلية يكرس فقرات طويلة من خطابه للهجوم على رئيس حزب الوفد، ثم يتجاوز بالسب والقذف، واصلا إلى أصول العائلة وجذورها، وكان فؤاد سراج الدين مستفزا وبحق، وهو يحكي لى وقائع ما جرى. واتصلت وفؤاد سراج الدين أمامي بأسامة الباز، وكان في مكتبه بوزارة الخارجية القديم، أسأله إذا كان يستطيع أن يمر علينا، وهو على بُعد خمس دقائق بالسيارة من مكتبي، وبالفعل جاء أسامة وسمع بنفسه رواية سراج الدين، وتعهَّد بأنه سوف يأخذ الشريط إلى الرئيس، وهو «يثق أنه لا يرضى بإهانة أحد، خصوصا رجل في مقام فؤاد (باشا). وبعد يومين اثنين اتصل بي الرئيس مبارك بنفسه على التليفون يقول إنه عرف بما وقع وحقق فيه ــ وأنه طلب من زكي بدر أن يعتذر لفؤاد سراج الدين ــ وأن وزير الداخلية نفذ الأمر ــ وهو يطلب اعتبار الموضوع منتهيا، وأضاف مبارك:» إن زكي بدر حاول أن يلف ويدور معه، مدعيا أن شريط التسجيل مزور، ولكنه لم يعطه الفرصة«، ثم راح مبارك يروى ما جرى بعد ذلك. وطبقا لروايته اتصل به زكي بدر وأبلغه أنه اعتذر فعلا لسراج الدين ــ وبأمر الرئيس ــ رغم أنه مازال مصرا على أن الشريط مزور. وسأله مبارك:» هل قَبِلَ فؤاد سراج الدين الاعتذار؟! ــ وكان الرئيس مبارك يضحك وهو ينقل لى ما سمعه من وزير الداخلية زكي بدر، الذي رد عليه قائلا له: سيادة الرئيس أنت تعرف فؤاد سراج الدين، هذا النوع من الناس لا يمكن إقناعهم، فهم (......)، وكلها شتائم أقذع مما قال في الشريط. واستطرد مبارك: «تصور أنه وهو ينكر في كلامه معى، كرر السب والقذف بأشد مما قاله علنا، ولم أتمالك نفسي فأبديت ملاحظة تساءلت فيها:» هل هذا معقول؟«. وكانت المفاجأة أن الرئيس مبارك رد بقوله:» أنت لا تعرف زكي بدر ــ لسانه مفلوت و (......)، وكانت كلمات الرئيس في وصف وزير داخليته أصعب مما قاله زكي بدر عن سراج الدين، ولاحظ مبارك بسكوتي أننى مأخوذ مما سمعت منه هو أيضا، ثم كان تعليقه الأخير: «لا مؤاخذة يا محمد بك، يظهر أن الكتابة تعلِّمكم الشعر، ولا تعرِّفكم عن الدنيا وما فيها».
الأمن والتأمين
وخطا حسنى مبارك من المنصة إلى القصر الجمهوري، وكان أول اجتماع حضره بعد توليه مسؤولية الرئاسة ــ اجتماع لمسئولي الأمن والتأمين بدأه بأن «إجراءات الأمن والتأمين التي اتخذت لحماية سلفه لم تثبت كفاءتها، بدليل نجاح خطة الاغتيال التي كان هو شاهدا عليها، وأفلت بمعجزة أن يكون إحدى ضحاياها». وفي اجتماعات توالت بعد ذلك مخصصة لبحث أمن وتأمين شخص الرئيس، تولى مبارك بنفسه وبتجربته الخاصة إضافة إجراءات أوسع وأبعد.
منها مثلا إغلاق المجال الجوي وقت تحليق طائرة الرئيس فيها، وعلى طول الطريق الذي تسلكه.
ومنها مثلا: إغلاق الشوارع من الجانبين أثناء مرور أي موكب رئاسى، (وكانت الرغبة في تسهيل المرور خصوصا على طريق مطار القاهرة تدعو مرات إلى إغلاق الطريق من الجانب الذي يتحرك الموكب عليه، وحدث مرة من المرات أن مبارك لاحظ وهو في طريقه إلى مطار ألماظة أن الناحية الأخرى مفتوحة للمرور، وعندما وصل إلى ألماظة طلب التحقيق بنفسه مع المسئول، ودعى قائد المرور في المنطقة إلى المثول أمام الرئيس، وعندما أبدى الرجل عذره بأنه فتح الجانب الآخر من الطريق بناء على طلب مُلِحْ من مسئولى مطار القاهرة، لأن عدة طائرات محملة بالسياح على وشك الإقلاع، بينما ركابها متأخرون بسبب موكب الرئيس ــ ثار مبارك على مدير المرور وقائد قوة الاصطفاف عليه، وعندما سمع عبارة تأمين وصول سياح إلى المطار، زاد غضبه قائلا: «ما هو الأهم: تأمين السياح أو تأمين الرئيس؟!» مضيفا «أنه ليس هناك هدف في الدولة المصرية أكثر أهمية من تأمين الرئيس».
ومنها مثلا: تعليمات دائمة بأنه لا يريد أن يرى على أي طريق يمر فيه بابا مغلقا، لا يبين ما وراءه، وأن أي باب مغلق لابد أن يُفتح ولو كسرا، وتفتيش ما وراءه، وأن توضع أمامه حراسة مضافة إلى حراسة الاصطفاف على الطريق.
ومنها مثلا: أن تكون شرم الشيخ مقر إقامته الأساسى، وكان ذلك رأى الخبراء الأمريكيين أيضا ــ لأن شرم الشيخ توفر مزايا أمنية مثالية، فهى منطقة محددة عند الطرف الجنوبى من شبه جزيرة سيناء، وأجوائها مكشوفة من كل اتجاه، وهى على بُعد دقائق بالقارب من السعودية، وعلى بُعد أقل من ثلث ساعة عن الأردن وإسرائيل، ثم إن موقعها مجاور لمواقع قوة المراقبة الدولية في سيناء (وهى في الواقع أمريكية، ولديها من الوسائل ما يجعلها تلتقط دبيب النمل على رمل الصحراء). وحين كان الرئيس مبارك يسافر من القاهرة إلى شرم الشيخ أو غيرها، فإن عشرة جهات ــ على الأقل ــ كانت تُخطر بمسئوليتها في حماية سفره، وفيها الحرس الجمهورى بالطبع ــ والأمن الخاص لرئاسة الجمهورية ــ والدفاع الجوي ووزارة الداخلية ــ ووزارة الطيران المدنى  والمخابرات العامة وغيرها.
.......
ووصل هاجس الأمن والتأمين بالرئيس مبارك وبحاشيته إلى درجة عبثية. كانت أجهزة الأمن في الدولة قد توسعَّت إلى أبعد من أي حد سبق في مصر بسبب ما جرى بثورة التكنولوچيا، وكذلك قفزت برامج الأمن والتأمين في مجال الرقابة إلى حد غير مسبوق، لأن البعض كان يريد أن يتأكد بنفسه ويطمئن، خصوصا بالتسمُّع على أطراف مشكوك في نواياهم. وكانت البداية هي الطلب من جهاز أمن الدولة تخصيص نسبة معينة لمراقبات مرغوب فيها من الرئاسة، سواء كانت داخلة في قائمة أمن الدولة أو لم تكن. وكانت القوائم مستفيضة، لأن الطالبين كثر، وكان الجزء الأكبر من طلبات المراقبة في القوائم الخاصة من مكتب «إرث الرئاسة»، وكثيرا ما وصلت تسجيلاتها إلى لجنة السياسات في الحزب الوطنى، وكثيرا ما تسرَّب بعضها ــ ملونا أو مشوها ــ إلى بعض الصحف والمجلات. ثم وقع تطور أهم، وذلك أن «أحدهم» عاد من لندن ذات مرة ومعه جهاز جديد للتنصت على التليفونات، موجود في محال متخصصة لبيع أجهزة التأمين، لكن شراءها يقتضى شهادة من جهة رسمية تأذن باستعماله، وذلك شرط بيعه وتسليمه. وفى القاهرة جرت تجربة الجهاز، واستطاع الراغبون أن يدخلوا على أي خط يريدون التسمع عليه في أي وقت، ثم ما لبث أمر هذا الجهاز أن أصبح موضة عند مستوى معين من أصحاب السلطة، وكذلك وطبقا لتقدير خبير نافذ في وزارة الداخلية، شغل بعض أهم مناصبها في ذلك الزمن، فقد وقع أن الحصة التي كانت تُخصص من مراقبات أمن الدولة للطلبات الخاصة وصلت في وقت من الأوقات إلى 7% من حجم المراقبات. أن عدد أجهزة الرقابة على التليفونات الموضوعة تحت تصرف أفراد بعينهم، ومما جرى شراؤه من لندن، وصل ــ حسب علمه ــ إلى 11 جهازا محمولا، والمدهش أن بعضه كان يُستخدم لأغراض شخصية، أو بهدف التسلية، والنميمة الاجتماعية. ولم يكن هناك حد ولا رادع لأية معلومات عامة أو خاصة قد تكون لها فائدة في أمن أو تأمين أحد دون حساب التكاليف. حتى شرم الشيخ نزل وأقام فيها أكثر من جهاز تسمُّع خاص.
حسين سالم
عندما بدأ ترشيح مبارك لمدة رئاسة ثالثة لم يكن في مقدورى غير أن أقف بعيدا لا تأييد ولا معارضة، وللحقيقة فإنه لم يكن الآن في حاجة إلى سند من أي طرف، فقد عزز مواقعه، أو كذلك بدا داخليا وخارجيا ـ أو بالعكس. وأكثر من ذلك فقد تمكَّن من تفريغ محيط النخبة في مصر، فلم تتعد تتسع لغيره، أو لمن يشاء ويختار، إذا جاءت ضرورات للاختيار، حتى بالنسبة لمنصب نائب رئيس الجمهورية. ولم يكن مبارك على أي حال مستعدا لقبول رجل يجلس خلفه أو يجلس بجانبه في انتظار موعد التغيير أو مفاجأة المقادير، وكان عذره للناس أنه لا يريد أن يفرض عليهم بديلا، إذا عُيِّن بقرار منه نائبا له، وكان في ذلك القول منطق، وفى ظاهره حق، ولم يخطر ببال أحد أن ظاهر الحق قد يخفى وراءه خاطرا ما زال بعيدا في ضباب المجهول.
......
بمحض مصادفات ذات يوم سنة 1988 وجدت السيد «حسين سالم» أمامى، فقد صعدت إلى طائرة سويسرية من مطار القاهرة قاصدا جنيف، وبعد أن أقلعت الطائرة واستوت في الجو، وإذا رجل طويل القامة أسمر الملامح يقف بجوار مقعدى، ويقدم نفسه لى على أنه حسين سالم. وسألته تلقائيا عما إذا كان هو «ال»: حرف () الذي يستعمل في وصف شخصية بالذات تحمل اسما بالذات شاعت حوله مواصفات تخصه، وصفات تشير إليه تحديدا. ورد الرجل بحيرة ظاهرة: «لا أعرف من هو () الذي تقصده، ولكني أظنه أنا. وأوضح أنه كان يجلس في مقاعد الوسط في الطائرة السويسرية، ورآنى أدخل الطائرة وأجلس على الجناح الأيمن لها في الصف التالى، وراودته فكرة أن يتحدث معى، ثم استأذن إذا كانت قرينتى الجالسة إلى جوارى تسمح بأن تنتقل إلى مقعده بجوار زوجته، لأنه يريد أن يتحدث معى بعض الوقت، وكذلك جرى، وعندما جلس إلى جوارى كانت أول ملاحظة قلتها له:» هذه السيدة ـ زوجتك ـ شابة جدا عليك«، وفهم الملاحظة ورد عليها:» إن هذه زوجته الثانية، وأضاف: هي «ليست أم الأولاد»، لدىَّ في الحقيقة زوجتان: واحدة للبيت والعائلة، وهى أم الأولاد، وثانية للسفر والسياحة. وعلَّقت: «أن هذا ترتيب عبقرى، لا يقدر عليه إلا ذوى العزم من الرجال، خصوصا إذا كانوا أصدقاء بالالتصاق مع رئيس الدولة. ورد:» هذا بالضبط ما أريد أن أتحدث فيه معك، وقد أحسست أن الفرصة جاءتنى من السماء، عندما وجدتك على نفس الطائرة، وأمامنا أربع ساعات كاملة إذا سمحت لى الهانم، (يقصد قرينتى)، وبادلت ـ مؤقتا ـ مقعدها بمقعدي. ورجوته ألا يقلق، لأن «هدايت» تعوَّدت على كثرة ما تأخذنى الأحداث منها والمصادفات أيضا. وجلس إلى جانبى، وأشار إلى السيدة التي وصفها بأنها زوجة السياحة والسفر وقال: «إنها شابة وجميلة، ولديها فكرة عن الدنيا، ووجودها معى عندما لا أكون في مصر أو إسبانيا يجعل حياتى شيئا آخر»

## نقد وتعليقات
كتب حواس محمود على موقع البيان 42 في 27 مايو 2012: «انه كتاب يعبر عن رأي مؤلف وباحث وصحافي مخضرم ومشهور عربيا، أثارت كتبه، ولا تزال، العديد من السجالات والنقاشات المتعددة. وطبعا، هذا الكتاب، والصادر حديثا، يثير مجددا جدلا واسعا حول مصر ورحيل مبارك وسجنه، وايضا حول ربيع الثورات العربية».
كتب الكاتب الكويتي محمد الرميحي في صحيفة الشرق الأوسط: «محمد حسنين هيكل هذه المرة يقود حملة شعواء على رئيس مصر السابق المريض، الذي انفض من حوله الأنصار، وتلاشى الحواريون، ولم يعد يستطيع أحد أن يتساءل حول ما يقال عنه وحوله، لأن كل ما يقال يتلقفه جمهور لا يريد أن يسمع أو يقرأ إلا سيلاً من الاتهامات، وليست مهمتي أن أدافع، ولكن أن أتبصر».
كتبت صحيفة العرب اللندنية في 22 أغسطس 2013: «كريم عادل: الكتاب ممتع بالنسبة إليّ. فيه معلومات بطريقة سرد جيّدة، وأيضا خبرات دروس واضحة . في نهاية الكتاب رغم ان هيكل توقف عند مرحلة بداية التوريث ولم يكمل فترة أحداث الثورة، لكني استفدت منه بمعلومات كثيرة».
كتب عمر البشير الترابي في مجلة «المجلة» السعودية بتاريخ 5 أبريل 2012: «المحبون للأستاذ هيكل يزعمون أنه لا يَكتب عن الأشخاص، ولكنه يكتب عن المراحل، وهو أيضًا يذكر ذلك في كتبه، لكنّه في هذا الكِتاب، تبسّط في كل شيء، ومن كل شيء، وجلس في ركن قصي من المقهى الشَّعبي، وقال كل شيء بلغة المقاهي وبالحد الأدنى من أدبها، ومارَس النميمة السِّياسيّة باتقان، حتى أن القارئ يعتاد عليه هامسًا يدُس السِّر تلو السِّر، ويمتهن كل ذلك لتمرير رسائل أحيانًا سياسية وأخرى شخصيّة، بإشارات لم توثق، ولكنه تحقق المُرَاد. تساءل كثيرون لماذا يُعرِّي هيكل مبارك الآن، وهو طريح الفراش، انفض أعوانه، وزادت أحزانه، ومضى زمانه، ولماذا كانت لغة هيكل مليئة بالاتهامات والدّسائس من دون أدلة واضحة، وكيف يخلو زمان مبارك من حسنة واحدة، وإن جاءت تُحال إلى سيئة؟ لم يجب أحد بجواب يُفهَم في سِياق سِياسي أو عِلمي واضح، فغالب من قرأ الِكتاب قدّر أنّه» مجرد«بث للنميمة السياسية، ولكن حدس يكتمه آخرون، يربطون الكِتاب برسائل يريد هيكل أن يوصلها أو يَخدمها، فهو في سخريته من الجميع، ترك انطباعًا جيدًا عن من أخطأتهم سهام السخريّة والتعريّة، على كل لا أحد يدري ماذا يحدث في بلد تُقبل على انتخابات».
كتب يسري عبيد على موقع صحيفة المصري اليوم في 24 يناير 2022: «مبارك فينقل عن جريدة إسرائيلية سربت اتصالًا هاتفيًا بينه وبين بن اليعازر، أنّه يرى نفسه ضحية لأوباما، مثلما كان الشاه الإيراني ضحية لكارتر. ويتساءل المؤلف عن كيفية استطاعة مبارك، البقاء في رئاسة مصر لمدة 30 سنة، ويجيب عن تساؤله هذا، بأنه، ولحظه، طالما استطاع البقاء. ويتساءل أيضا كيف استطاع شعب مصر أن يصبر ثلاثين سنة على حكمه؟! مجيبًا هل هذا التساؤل هو أنها مسؤولية الشعب المصرى كله، لأنه هو الآخر استطاع- بالصبر والصمت- وإظهار السأم والملل أحيانا- حتى جاءت ثورة 25 يناير 2011، وعندها لم يعد الصبر قادرًا، ولا الصمت ممكنا، ولا الملل كافيًا».
جاء على موقع البوابة في 17 مارس 2012: "تلقّت الأوساط الثقافية في مصر والعالم العربي كتاب "مبارك وزمانه من المنصة إلى الميدان" لمحمد حسنين هيكل، بكثير من الجدل، إذ أثار الكتاب غضب البعض ممن اعتبروا هيكل يقود حملة شعواء على رئيس سابق لم يعد له حول ولا قوة، متسائلين عن الدوافع من وراء الكتاب، خصوصاً أن صاحبه صمت طويلاً في عهد مبارك. فيما ناقش فريق ثانٍ آراء هيكل، مشيرين إلى بعض التناقض في رواياته، مستدلين بكتب سابقة لهيكل نفسه"، ويتابع الموقع قائلاً: "
كتب موقع الجزيرة نت في 30 مارس 2012: «أبدى المشير محمد حسين طنطاوي (وزير الدفاع وقتها) رأيا مؤداه» أنه وكل القادة يرجون الرئيس مراعاة قاعدة مستقرة في السياسة المصرية تنأى بالقوات المسلحة عن أي دور يفرض عليها احتكاك بالداخل السياسي«، وتابع الموقع:» ويقول أيضا «لكن الغريب أن الرئيس مبارك لم يظهر منه ضيق بهذا التحذير، وكانت كثرة إشاراته له (دليلا) على أنه لاقى شيئا بالقبول عنده، وتلك قضية تحتاج إلى بحث نفسي يصل إلى العمق البعيد.. عما هو كامن ومكبوت». ويدعو هيكل في كتابه لمحاكمة مبارك سياسيا قبل محاكمته بالتهم الجنائية الموجهة له أمام القضاء المصري حاليا، وعن محاكمة أي رئيس يقول هيكل «المنطق في محاكمة أي رئيس دولة أن تكون محاكمته عن التصرفات التي أخل فيها بالتزامه الوطني والسياسي والأخلاقي وأساء بها إلى شعبه، فتلك هي التهم التي أدت للثورة عليه».
كتب الكاتب البحريني قاسم حسين على موقع صحيفة الوسط في 6 أكتوبر 2015: «الكتاب يوحي بأن مبارك عاش في الظل، رجلاً من الصف الثاني، ربما لخلفيته العسكرية وشخصيته الحذرة، وظلّ كذلك حتى حين عُيّن نائباً للسادات»، وتابع: «هيكل رسم لوحاتٍ زاهيةً لعبد الناصر، من خلال سلسلة كتبه عن الحقبة الناصرية، ورسم لوحةً بشعةً لحقبة السادات في كتابه» خريف الغضب«، أما مبارك فبدأ برسم لوحته من خلال رصد دوره في اغتيال الزعيم السوداني الهادي المهدي، الذي كان معارضاً لجعفر النميري، حيث ألمح إلى أنه مهندس العملية، التي تمّت بتفجير عبوة ناسفة أخفيت في سلّة مانجو، قُدّمت هديةً للضحية المغدور. من الجانب السياسي، كان مبارك امتداداً لسياسات السادات»، وتنتهي المقالة والكاتب يقول: «الكتاب مثيرٌ للاشجان والغضب والحزن على أمةٍ خرجت من التاريخ ومهدّدة اليوم بالخروج من الجغرافيا».
كتب حسن توفيق على موقع صحيفة الشرق في 21 مارس 2012: «استمتعت بقراءة: مبارك وزمانه – من المنصة إلى الميدان»، ويتابع الكاتب: «الحق أن كتاب مبارك وزمانه لم يعدني – فحسب - إلى ما كنت قد حرمت منه حرمانا قاسيا وإن كان غير مقصود ولا متعمد، وإنما دفعني- متشوقا - إلى إعادة قراءة كتب أو فصول من كتب سبق للأستاذ أن أصدرها على امتداد سنوات ماضية، من بينها كتاب لمصر لا لعبد الناصر، والمجلد الثاني من حرب الثلاثين سنة وهو بعنوان 1967 – الانفجار، إلى جانب كتاب خريف الغضب- قصة بداية ونهاية أنور السادات».
كتب حمود أبو طالب في الصحيفة السعودية عكاظ في 17 نوفمبر 2012: «في فصل من الكتاب تحدث عن السرية البالغة التي كانت تحيط بصحة الرئيس السابق حسني مبارك أثناء رحلاته العلاجية إلى الخارج، وكيف كان الحرص شديدا على ألا يعرف أحد حقيقة الوضع لاعتبارات وحسابات لا يمكن أن يستوعبها عقل. وقد ذكرني ذلك الفصل بقصة إيقاف أحد أشهر الكتاب المصريين، فقط لأنه كتب مرة عن الوضع الصحي لمبارك.. أنا لا أقصد الرئيس مبارك تحديدا، وإنما أحاول الإشارة إلى إخراج بعض الحكام من كونهم بشرا وتحويلهم إلى مخلوقات لا تمرض ولا تصاب بما يصاب به البشر».
كتب الدكتور خالد سعد النجار على موقع صيد الفوائد: «في العام 2002 أعلن هيكل في محاضرة ألقاها في الجامعة الأمريكية أن هناك مخطط واضح لتوريث الحكم، ومهما كانت الصورة حلوة، قائلا:» لابد أن نقول كفاية«. كما زعم هيكل أن مصر حصلت على 100 مليار دولار في أعقاب حرب الخليج، ما بين مساعدات مباشرة أو إعفاء من ديون كانت مستحقة على القاهرة، ولكن» جماعات المصالح تحولت إلى سرب جراد أتى عليها«. كل هذا أزعج مبارك من هيكل، لكنه لم يمنعه من الكتابة أو يأمر باعتقاله كما فعل السادات».
كتب أحمد الفخراني على الموقع الإلكتروني "الميزان": "إذا كان مبارك، في أوقات كثيرة، كان يرد بقوة لنفي أي خطط للتوريث، كما فعل مع معمر القذافي الذي كان يبحث عن ترسيخ مضاعف لمبدأ توريث الابن بعد توريث حافظ الأسد الحكم لابنه بشار، فقد كان في أوقات أخرى يرد بطريقة مختلفة، كما فعل مع جورج بوش الابن الذي سأل مبارك في الموضوع في آخر مرة زار فيها مبارك واشنطن في عهده، فأجابه ضاحاً: "ألم يكن والدك رئيساً ثم جئت أنت هنا بعده؟!".
نقلت صحيفة الدستور ما كتبه هيكل في كتابه "مبارك وزمانه" عن لقاء بين مبارك والكاتب الساخر محمود السعدني جاء فيها: " راح محمود السعدني يروي: جلست مع الرئيس ساعة كاملة كلها ضحك ونكت، وعندما حان موعد انصرافى سألته مشيرا إلى المقعد الذي كان يجلس عليه: يا ريس.. ما هو شعورك وأنت تجلس على الكرسي الذي جلس عليه "رمسيس الثاني" و"صلاح الدين" و"محمد علي" و"جمال عبد الناصر؟، بماذا تظنه أجاب علىَّ؟ ولم ينتظر "محمود السعدنى"، بل واصل روايته: نظر إلى الكرسي الذي كان يقعد عليه، والتفت إلىَّ وسألني: هل أعجبك الكرسي؟ إذا كان أعجبك، فخذه معك. ويخبط "محمود السعدني" كفا بكف ويقول: وخرجت وطول الطريق لم أفق من الصدمة ــ الرجل لم يستطع أن يرى من الكرسي إلا أنه كرسي، لم يدرك المعنى الذي قصدت إليه. وحاولت طمأنة "محمود السعدي"، وأنا نفسي لا أشعر بالاطمئنان، وكان تعليقي: الحق عليك وليس عليه، لماذا تحدثه بالرمز؟! ــ لماذا تفترض أن رئيس الدولة يجب أن يكون عليما "بالمجاز" في أدب اللغة؟ وكان تعليق "السعدني" لفظا واحدا لا يجوز نشره".

## وصلات خارجية
https://www.dostor.org/2914564 مبارك وزمانه من المنصة إلى الميدان
https://www.okaz.com.sa/article/521960 مبارك وزمانه من المنصة إلى الميدان
http://www.alwasatnews.com/news/1032727.html مبارك وزمانه من المنصة إلى الميدان
https://www.goodreads.com/book/show/13499105 مبارك وزمانه من المنصة إلى الميدان
https://www.youtube.com/watch?v=rQQGR4_Aj98 مبارك وزمانه من المنصة إلى الميدان
https://www.almasryalyoum.com/news/details/2510885 مبارك وزمانه من المنصة إلى الميدان